# WinDirStat
WinDirStat (Windows Directory Statistics) is een vrij grafisch analyseprogramma voor bestanden en mappen dat werkt onder Windows, en met behulp van Wine ook onder Linux, alhoewel de bestandstypepictogrammen dan ontbreken. Het is gebaseerd op KDirStat, dat net hetzelfde doet maar minder uitgebreid is en tevens enkel voor Linux beschikbaar. Het programma is beschikbaar in 12 talen waaronder het Nederlands. Het programma is tevens gekloond naar Mac OS X onder de naam Disc Inventory X.

## Functies

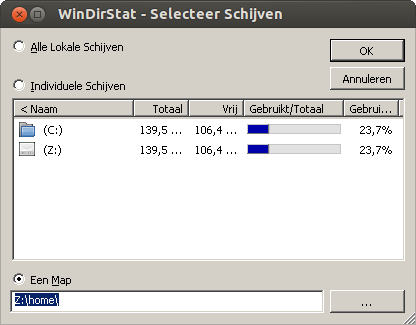
Harde schijf- en mappenselectiedialoog

- Uitgebreide, Engelstalige helpfunctie beschikbaar
- Unicode-ondersteuning
- Eigenschappen van bestanden en mappen opvragen
- Hiërarchische mappenstructuur bovenaan, rechts de bestandstypes en onderaan de grafische voorstelling van schijfgebruik
- Mappen en harde schijven en solid state drives analyseren

## Versiegeschiedenis
| Versie     | Datum            | Informatie |
| ---------- | ---------------- | --- |
| 1.1.2 (#2) | 2 september 2007 | Toegevoegde vertalingen: Fins, Nederlands, Russisch en Ests. |
| 1.1.2 (#1) | 6 september 2006 | Een kleine verbetering en de vertalingen Spaans, Hongaars, Italiaans en Tsjechisch.                                                                             |
| 1.1.1      | 2 januari 2005   | "Kerstmisversie", waarbij pacman vervangen werd door een voortgangslijn. Verder een Poolse vertaling en correcties van bugs.                                    |
| 1.1.0      | 22 januari 2004  | De Franse vertaling, veranderingen aan het uiterlijk en correctie van bugs.                                                                                     |
| 1.0.1      | 8 december 2003  | Correctie van bugs en een nieuwe hardeschijf-selectiedialoog.                                                                                                   |
| 1.0.0      | 1 oktober 2003   | Eerste versie. 1.0.0-README zegt: Design alsook veel details zijn gebaseerd op KDirStat. WinDirStat is KDirStat, opnieuw geprogrammeerd voor Microsoft Windows. |